# 島津忠信
島津 忠信（しまづ　ただのぶ）は、鎌倉時代末期から南北朝時代にかけての武将・僧。

## 出自
越前島津氏の一族であるが、出自については諸説あり、越前島津氏の祖・島津忠綱の三男・忠景の嫡子・忠宗の子とも、忠宗の子忠秀の子ともいう。また、忠綱の庶子・安芸守忠氏の曾孫とする説もある。

## 生涯
越前国上河北（かみこぎた／現在の福井市上河北町）に居住し、官途は従五位下・安芸守に至るが、如道上人（真宗三門徒派の始祖）に帰依し出家、祖海（そかい）と号した。如道の高弟としてこれをよく助け、自身も上河北に専光寺を創立している（『専照寺文書』・『専光寺文書』）。『薩藩旧記雑録』前編に「忠綱の子孫、越前にて繁昌候」とあり、その中に「河北殿」を挙げているが、これは上河北を本拠とした忠信の一族を示すものであろう（杉本雅人『越前島津氏－その事歴と系譜』第6章）。

## 専光寺
延享2年（1745年）、上河北の専光寺は福井藩の要請によって木田辻町（現在の福井市西木田）に移転（『越藩拾遺録』、『越前国名跡考』）、明治27年（1894年）9月17日に越前島津氏（播磨家）の子孫による元祖忠綱公650回忌大法要が行われている。ただし、明治27年を忠綱の650回忌とするのは誤りで、明治27年より650年を遡る寛元2年（1244年）の時点で忠綱が生存していたことは『吾妻鏡』等により明白である。忠綱の死は少なくとも弘長3年（1261年）以降であり、文永5年（1268年）頃と推測される（詳細は島津忠綱の項目参照）。播州島津家の系図に、忠綱が寛元2年2月7日に没したとする誤伝があり、これが根拠とされてしまったと思われる（杉本、上掲）。

## 『太平記』
『太平記』巻第八「（元弘3年（1333年））四月三日合戦の事」に六波羅探題側の武将として活躍する「島津安芸前司」は、「北国無双の馬上の達者」という記述から北陸地方に土着した越前島津一族と思われ、年代や官名から考えて忠信である可能性が強いとされる（杉本、上掲）。なお、この戦で島津安芸前司は、後醍醐天皇に呼応して参戦した備中国の頓宮又次郎入道・孫三郎父子、田中藤九郎盛兼・弥九郎盛泰兄弟という屈強の武者を相手に子息2人を従えて見事な戦いを演じ、「西国名誉の打物の上手と、北国無双の馬上の達者と、追つ返つ懸違へ、人交もせず戦ひける。前代未聞の見物也」と評されている。